# Monument Fokko Reinard Zuidveld
Het Monument Fokko Reinard Zuidveld is een gedenkteken in Garrelsweer ter nagedachtenis aan de tijdens de Tweede Wereldoorlog omgekomen verzetsstrijder Zuidveld.

## Achtergrond
Landbouwer Fokko Reinard Zuidveld (1909-1944) hield zich tijdens de oorlog bezig met diverse verzetsactiviteiten, hij verborg onder andere bonkaarten op zijn boerderij en was betrokken bij een kraak op het distributiekantoor in Slochteren. Zuidveld werd na verraad in juli 1944 gearresteerd door de Sicherheitsdienst en via Vught en Oranienburg overgebracht naar Neuengamme, waar hij in het buitenkamp Meppen-Versen op 12 december 1944 overleed. Zijn lichaam werd in 1953 herbegraven in Garrelsweer.  
Op 4 februari 1947 werd door een aantal particulieren de Stichting Monument Fokko Reinard Zuidveld opgericht, met als doel "het oprichten en in stand houden van een monument ter ere van wijlen Fokko Reinard Zuidveld". De Groninger beeldhouwer Willem Valk kreeg opdracht een gedenkteken te maken, dat op 4 mei 1948 werd onthuld.

## Beschrijving
Het gedenkteken bestaat uit een enigszins taps toelopende zuil, waarboven een sculptuur is geplaatst van twee handen die een urn omvatten, waaruit een vlam opstijgt. In de zuil is een inscriptie aangebracht: 

IN MEMORIAM
FOKKO REINARD
ZUIDVELD
21 SEPT 1909
12 DEC. 1944
TE NEUENGAMME